# Heepen
Heepen ist ein Stadtbezirk im Osten der kreisfreien Stadt Bielefeld in Nordrhein-Westfalen und der größte Ortsteil in diesem Stadtbezirk. Bis 1972 war Heepen eine eigenständige Gemeinde im Kreis Bielefeld und Hauptort des damaligen Amtes Heepen.

## Geografie

### Geografische Lage
Der Stadtbezirk Heepen liegt im Ravensberger Hügelland und damit im Einzugsgebiet der Weser. Der größte Teil des Stadtbezirks wird von der Windwehe entwässert, deren Quellbäche in Oerlinghausen entspringen. Nordöstlich des Ortskerns von Heepen nimmt die Windwehe die aus dem Bielefelder Pass kommende Lutter auf. Im Ortsteil Milse vereinigt sie sich wenige hundert Meter vor der Grenze zu Herford mit dem aus Dornberg kommenden Johannisbach zur Aa. Diese Fließgewässer entwässern das Gebiet in nördliche Richtung zur Weser hin. Im Feuchtgebiet zwischen dem Ortskern Heepens und Milse befanden sich lange Zeit die Bielefelder Rieselfelder.

### Ausdehnung und Nachbarorte
Die Nord-Süd-Ausdehnung des Stadtbezirks beträgt etwa zehn und die Ost-West-Ausdehnung etwa sechs Kilometer bei einer Fläche von 38,02 Quadratkilometern. Im Ortsteil Brake liegt mit 73 m ü. NHN der tiefste Punkt der gesamten Stadt Bielefeld.
Im Süden grenzt der Stadtbezirk Heepen an den Stadtbezirk Stieghorst, im Westen an den Stadtbezirk Mitte,
im Nordwesten an den Stadtbezirk Schildesche sowie an Vilsendorf aus dem Stadtbezirk Jöllenbeck. Den Norden begrenzt die Stadt Herford (Kreis Herford) und den Osten Bad Salzuflen sowie Leopoldshöhe (Kreis Lippe).

### Gliederung des Stadtbezirkes
Der Stadtbezirk Heepen unterteilt sich informell in die Stadtteile Altenhagen, Brake, Brönninghausen, Heepen, Milse und Oldentrup sowie Baumheide. Die Einteilung dieser informellen Stadtteile geht zurück auf die bis 1972 selbständigen Gemeinden sowie im Falle des Stadtteils Baumheide auf ein Gebiet, das bereits seit 1930 zu Bielefeld gehört hatte. Die Bevölkerung verteilt sich auf die Ortsteile wie folgt:
| Ortsteil                  | Statistischer Bezirk der Stadt Bielefeld | Einwohner (31.12.2024) |
| ------------------------- | ---------------------------------------- | ---------------------- |
| Brake                     | 49–51                                    | 9.356                  |
| Baumheide                 | 52                                       | 8.094                  |
| Milse                     | 53                                       | 6.265                  |
| Altenhagen                | 54                                       | 5.128                  |
| Heepen und Brönninghausen | 55–57                                    | 14.725                 |
| Oldentrup                 | 58                                       | 5.115                  |

## Geschichte
Der Name Tieplatz legt nahe, dass Heepen schon zur Zeit des sächsischen Stammesherzogtums vor dessen Eroberung durch das Frankenreich unter Karl dem Großen Ort von Gerichts- und Ratsversammlungen und damit ein regionales Zentrum war. Bielefeld gehörte als Weiler und in den ersten Jahren als Stadt zum Kirchspiel Heepen, daher war Heepen auch im fränkischen Reich und in den ersten Jahrhunderten des Heiligen Römischen Reiches ein Regionalzentrum. Es wird vielfach vermutet, dass das Kirchspiel Heepen schon bei der Christianisierung des Sachsenlandes (Taufe Widukinds) eingerichtet wurde, also eine so genannte jüngere Urpfarre ist. Dies ist aber nicht belegt. Nach dem Ausscheiden Bielefelds blieb Heepen Hauptort eines ausgedehnten Verwaltungsgebiets im Amt Sparrenberg der Grafschaft Ravensberg, das als Vogtei Heepen bis in die Senne reichte.
Die ältesten datierbaren Hinweise auf eine steinerne Kirche an der Stelle der heutigen Peter- und Pauls-Kirche weisen ins 12. Jahrhundert. Sie überlagern jedoch frühere Bauphasen. Ob es sich dabei ebenfalls um Phasen sakraler Nutzung handelt, lässt sich archäologisch nicht verifizieren, ist aber anzunehmen.
Die urkundliche Ersterwähnung des Ortes „Hepin“ stammt vom 25. Mai 1036, als der Paderborner Bischof Meinwerk dem neugegründeten Kloster Busdorf in der Busdorf-Urkunde den Zehnt des Hofes Meyer zu Heepen schenkte. Hepin wird als Vorwerk des Herrenhofes Niederbarkhausen im heutigen Leopoldshöhe genannt.
In der Franzosenzeit war Heepen von 1807 bis 1813 der Hauptort des Kantons Heepen im Distrikt Bielefeld des Königreichs Westphalen. Seit 1816 gehörte Heepen zum preußischen Kreis Bielefeld. 1843, mit der Einführung der Westfälischen Landgemeindeordnung wurde aus dem alten Kanton Heepen das Amt Heepen, das in neun Gemeinden gegliedert war. Zur Gemeinde Heepen gehörte seitdem auch Lübrassen, das vorher getrennt von Heepen bestanden hatte.
Von der Siedlungsstruktur her blieb Heepen bis ins 19. Jahrhundert ein Kirchdorf inmitten mehrerer Bauerschaften, bevor sich der Ort zu einem Bielefelder Wohn- und Industrievorort entwickelte. Im Rahmen der kommunalen Neugliederung des Raums Bielefeld wurde Heepen am 1. Januar 1973 nach Bielefeld eingemeindet. In der vergrößerten Stadt Bielefeld wurde aus dem nördlichen Teil des ehemaligen Amtes Heepen sowie dem Stadtteil Baumheide der alten Stadt Bielefeld der Stadtbezirk Heepen gebildet. Die Bezirksverwaltungsstelle Heepen befindet sich im alten Amtshaus, dem Heeper Schloss.
Seit dem 1. Juli 1981 wird in Heepen ein großes Müllheizkraftwerk betrieben; dieses erzeugt auch Strom. Bis zu 400.000 Tonnen Abfälle pro Jahr können verbrannt werden.

### Einwohnerentwicklung
Gemeinde bzw. Ortsteil Heepen
| Jahr | Einwohner | Quelle |
| ---- | --------- | ------ |
| 1799 | 1.034     | [ 11 ] |
| 1843 | 2.142     | [ 12 ] |
| 1864 | 2.422     | [ 13 ] |
| 1890 | 2.544     | [ 14 ] |
| 1910 | 3.189     | [ 15 ] |
| 1939 | 3.540     | [ 14 ] |
| 1961 | 7.145     | [ 9 ]  |
| 1966 | 8.649     | [ 16 ] |
| 1970 | 9.351     | [ 9 ]  |
| 1972 | 10.498    | [ 17 ] |
| 2008 | 13.007    |        |
| 2024 | 14.725    | [ 1 ]  |

Stadtbezirk Heepen
| Jahr | Einwohner | Quelle |
| ---- | --------- | ------ |
| 2015 | 47.065    | [ 18 ] |
| 2019 | 47.396    | [ 19 ] |
| 2021 | 47.152    | [ 20 ] |
| 2022 | 47.902    | [ 21 ] |
| 2023 | 48.251    | [ 22 ] |
| 2024 | 48.683    | [ 1 ]  |

## Politik
Seit der Kommunalwahl 2020 setzt sich die Bezirksvertretung Heepen wie folgt zusammen:
| Sitzverteilung in der Bezirksvertretung Heepen 2020Insgesamt 17 Sitze - Linke: 1 - SPD: 6 - Grüne: 2 - CDU: 6 - FDP: 1 - AfD: 1 Bezirksvertretungswahl 2020in Prozent %403020100 33,431,013,87,25,84,14,8 CDUSPDGrüneAfDFDPLinkeSonst.gGewinne und Verlusteim Vergleich zu 2014 %p 8 6 4 2 0 −2 −4 −6−5,9−4,3+5,9+7,2+3,3−1,7−4,4CDUSPDGrüneAfDFDPLinkeSonst.Anmerkungen:g darunter u. a. BfB 2,2 % (−5,2 %) |

## Kultur und Sehenswürdigkeiten

### Vereine
- Freiwillige Feuerwehr Löschabteilungen Heepen, Milse, Altenhagen und Brake
- Bundesanstalt Technisches Hilfswerk Ortsverband Bielefeld und Regionalstelle Bielefeld
- Arbeiter-Samariter-Bund Regionalverband Ostwestfalen-Lippe e. V.
- Deutsches Rotes Kreuz Ortsverein Bielefeld-Zentrum e. V. Gemeinschaft Heepen Die Gemeinschaft Heepen ist seit dem 16. Juli 1974 aktiv. Zuerst als eigenständiger Ortsverein hat sie sich im Jahr 2009 mit dem Ortsverein Mitte zu einem gemeinsamen Ortsverein Bielefeld Zentrum e. V. zusammengeschlossen. Die Gemeinschaft Heepen des Ortsvereins Zentrum liegt im Osten von Bielefeld und hat 9 Stadtteile (Altenhagen, Brake, Brönninghausen, Heepen, Hillegossen, Lämershagen, Milse, Oldentrup und Ubbedissen) mit ca. 45.000 Einwohnern zu betreuen.
- Schützengesellschaft des Amtes Heepen e. V. Die Schützengesellschaft besteht seit 1832.
- Mennoniten-Brüdergemeinde Bielefeld-Heepen
- Sportvereinigung Heepen e. V. Mehrspartensportverein.

### Bauwerke

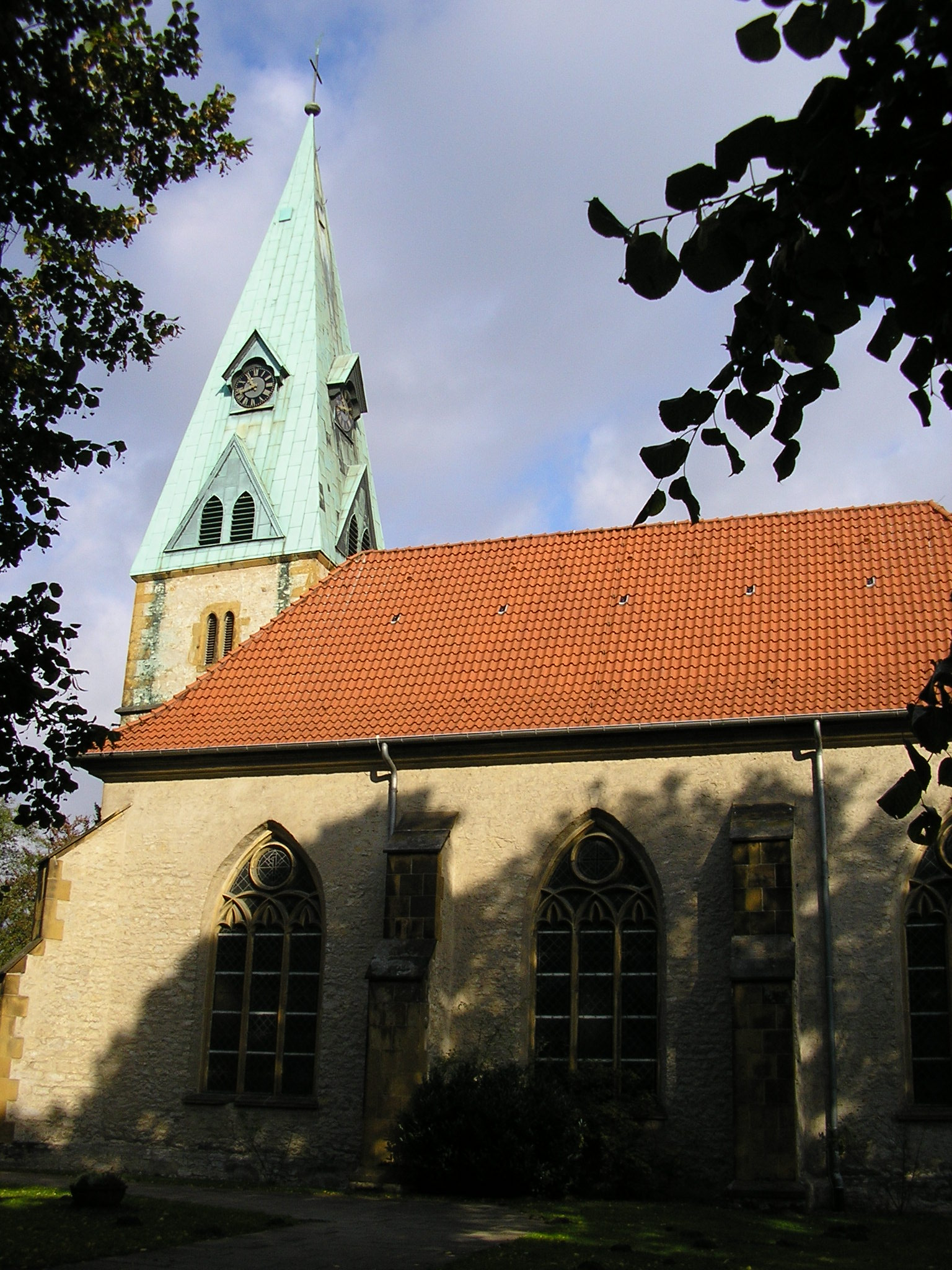
Peter- und Paulskirche

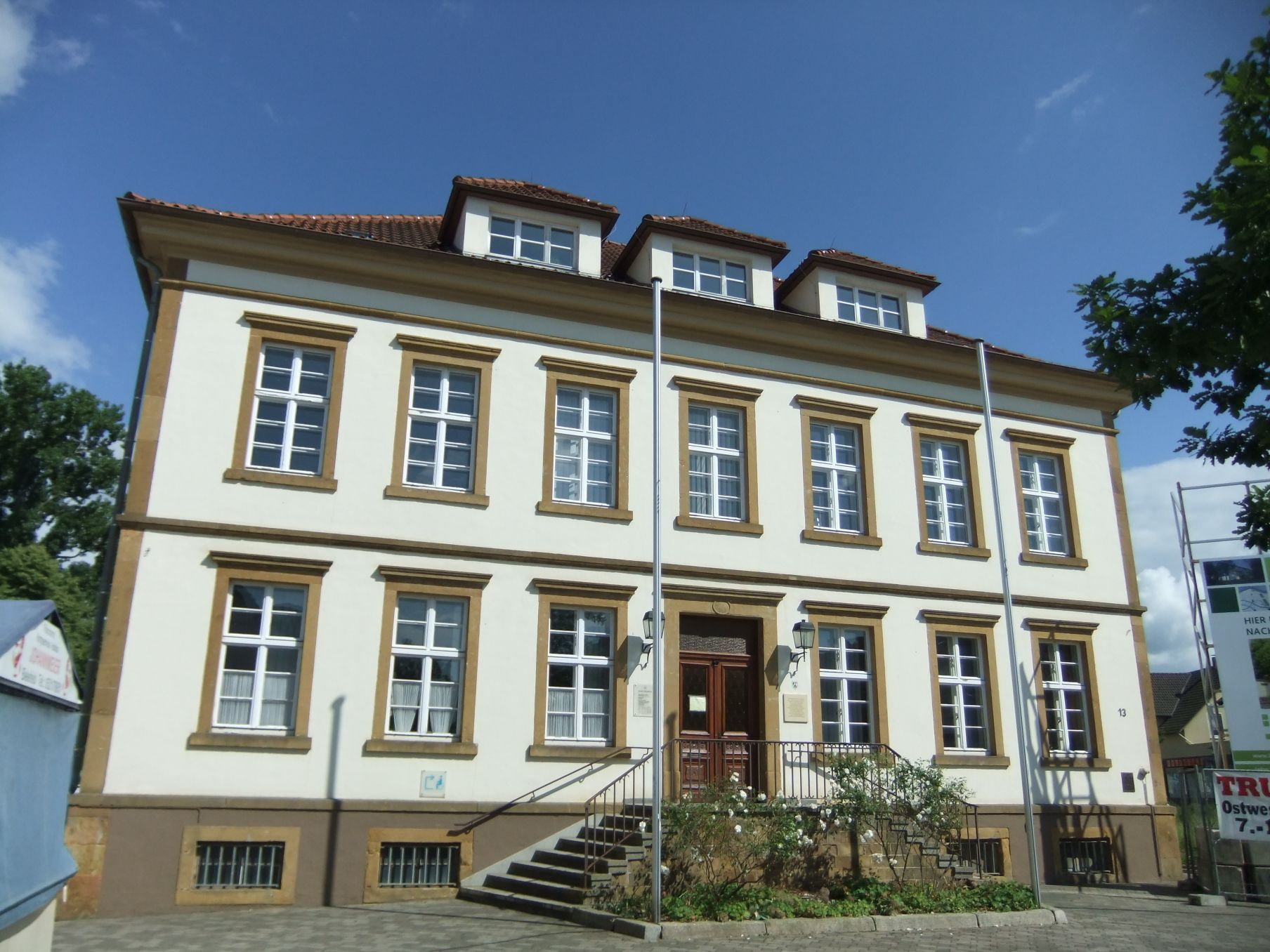
Altes Amtshaus Heepen – heute Bezirksamt für den Stadtbezirk

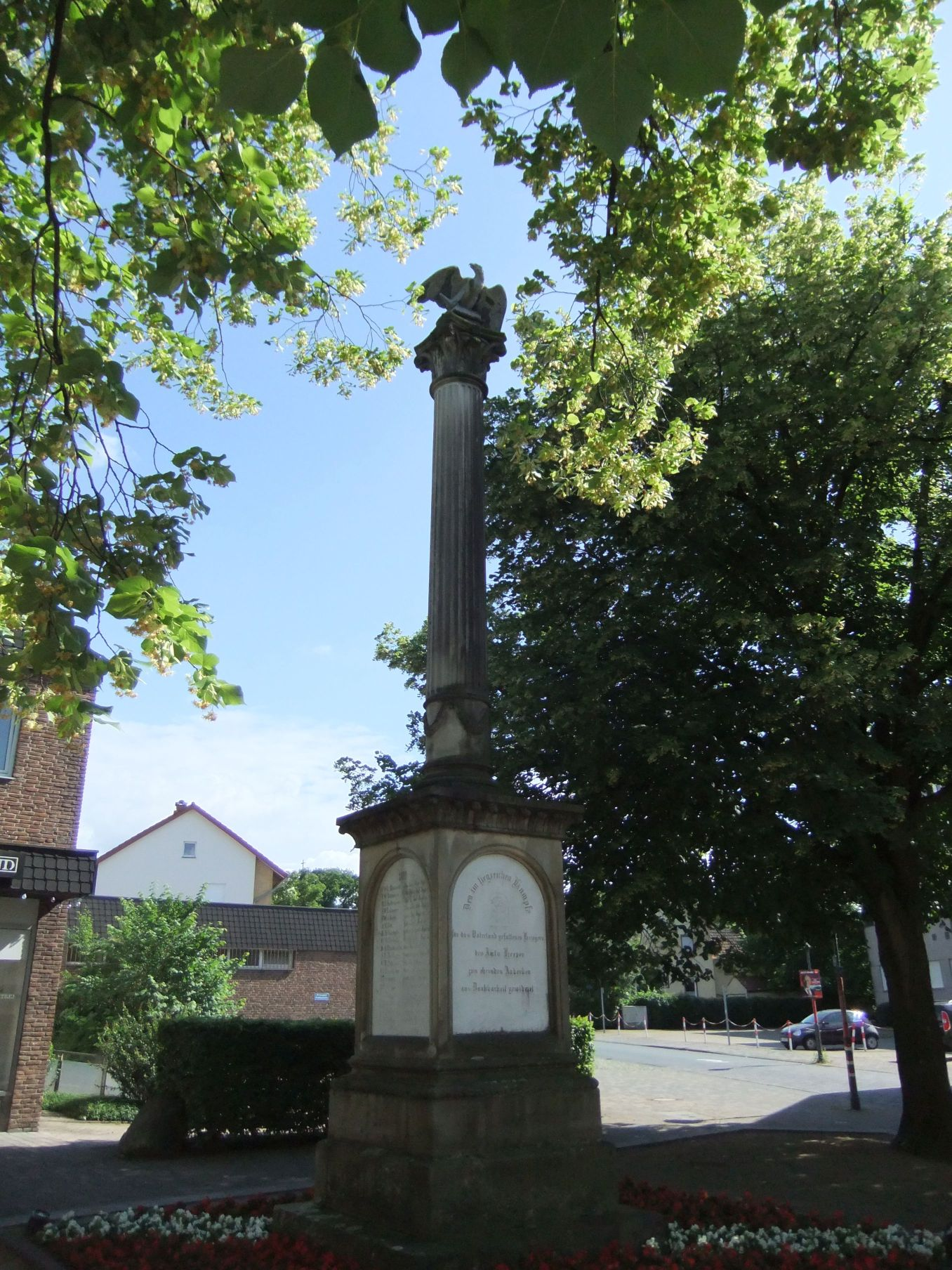
Kriegerdenkmal in Heepen

- Peter-und-Pauls-Kirche. Der erste Kirchenbau war womöglich aus Holz. Ihm folgte der erste steinerne Kirchenbau, der im 11. Jahrhundert entstanden sein dürfte. Es handelte sich um eine einschiffige romanische Kirche. Die heutige Hallenkirche wurde von etwa 1230 bis etwa 1500 erbaut und ist teils dem romanischen, teils dem gotischen Stil zuzurechnen. Das südliche Seitenschiff entstand allerdings erst 1837 in Formen des Historismus. Im Inneren finden sich noch einige Reste der historischen Ausstattung, insbesondere ein frühbarocker Memorienaltar, der 1652 und 1654 bezeichnet ist. Die Barock-Kanzel entstand 1725. Der Orgelprospekt wurde 1692 geschaffen.

- Die St.-Hedwig-Kirche wurde 1955/1956 für die zahlreichen katholischen Flüchtlinge erbaut. Der Altarbereich des ansonsten schlichten Innenraumes wird von einer aus farbigen Emailleplatten bestehenden „Meditationswand“ beherrscht.

- Gut Lübrassen. Das ehemalige, im Erdgeschoss massive, im Obergeschoss aus Fachwerk bestehende Herrenhaus wurde zusammen mit dem Stallgebäude wohl im frühen 19. Jahrhundert errichtet. Beide Bauten sind durch ein Torhaus mit Dachreiter verbunden, das mit Sicherheit erst nach 1895 errichtet wurde.

- Der 1036 urkundlich erstmals erwähnte Sattelmeyerhof „Meyer zu Heepen“ war einstmals vollständig von Wasser umgeben. Heute sind die Gräben bzw. eine große Teichanlage nur noch im Osten und Süden erhalten. Das Fachwerk-Hauptgebäude wurde zusammen mit dem Torhaus im Zweiten Weltkrieg zerstört. Das Herrenhaus, ein einfacher Putzbau in spätklassizistischen Formen wurde 1851 errichtet. Die einstige Leibzucht entstand bereits im 18. Jahrhundert, während das zweigeschossige Speichergebäude mit Krüppelwalmdach auf 1808 datiert ist. Der Gebäudekomplex ist ein Beispiel für den in dieser Gegend relativ selten anzutreffenden Typ des Gräftenhofes. Derartige Hofanlagen sind vor allem im Münsterland verbreitet. An der Lutter, unweit des Hofes, liegt die zugehörige Wassermühle, deren Fachwerkteil von 1800 stammt. Der zweigeschossige Massivbau wurde hingegen erst nach dem Zweiten Weltkrieg errichtet.

- Ehemaliger Sattelmeyerhof „Schelpmeyer“. Das Haupthaus des ehemals zweitgrößten Hofes in Heepen, ein mächtiger Vierständer-Fachwerkbau, wurde 1849 errichtet. Die Torständer sind mit Weinreben beschnitzt. Der ebenfalls aus Fachwerk bestehende Wohnteil ist als zweigeschossiges Querhaus ausgebildet.

- Haus Milse. Die kleine Wasseranlage, deren zweigeschossiges Hauptgebäude über zwei Flügel verfügt, wurde 1194 erstmals erwähnt. Das massive, mit Spitzquadern und Kugeln verzierte Untergeschoss des Herrenhauses entstand wohl gegen Ende des 16. Jahrhunderts. Das verputzte, aus Fachwerk bestehende Obergeschoss wurde erst im 18. Jh. aufgesetzt. Die Eingangsportale, eines davon mit barockem Dekor, sind 1704 und 1698 bezeichnet.

- Ehemalige Vogtei, Heeper Straße 440/442. Das aufgrund seiner beeindruckenden Längenausdehnung im Volksmund auch „Langer Jammer“ genannte Fachwerkhaus wurde in seiner jetzigen Form wohl erst im frühen 19. Jahrhundert errichtet. Kurz darauf soll der zweigeschossige Bau mit Krüppelwalmdach nach Osten hin erweitert worden sein, worauf sich die Inschrift über dem einstigen Einfahrtstor bezieht: „JOHANN CHRISTOPH HAASE UND CHRSTINA CHARLOTE HUWENDIECKS DIESE BEIDEN EHELEUTE HABEN DURCH GOTTES HULFFE UND SEGEN BAUEN LASEN B M FRIEDERICH WILHELM SIEBRASE 1816 DEN 15 MAY“ Das angebliche, häufig mit „1667“ angegebene Baudatum dürfte sich auf den Vorgängerbau beziehen, von dem wohl die zwei noch erhaltenen Schmucksteine aus Sandstein stammen. Sie sind beide mit den Initialen des Vogtes Matthias Becker versehen, der hier von 1667 bis 1680 seinen Amtssitz hatte. Während der eine Stein mit der Jahreszahl 1667 versehen ist, ziert den zweiten eine Adam und Eva-Darstellung. Für den Neubau des 19. Jahrhunderts scheinen einige Bauhölzer des Vorgängers wiederverwendet worden zu sein, da einige Sparren dendrochronologisch auf 1659/60 datiert werden konnten. 1986 wurde das heruntergekommene Gebäude durchgreifend saniert, so dass mittlerweile kaum noch historische Bausubstanz vorhanden ist. Im Inneren befinden sich eine Zweigstelle der Stadtbibliothek, die Heimatstube des Heeper Heimatvereins, eine Galerie und Geschäfte.

- Bezirksamt (so genanntes „Heeper Schloss“), Salzufler Str. 13. Der zweigeschossige Putzbau mit Walmdach wurde 1833 als Privathaus der Familie Haase in spätklassizistischen Formen anstelle eines alten Hofes errichtet. Es ist der zweitälteste noch stehende Steinbau im Heeper Ortszentrum (nach der Kirche).

- Das Kriegerehrenmal an der Ecke Salzufler / Hillegosser Straße erinnert an die Einigungskriege sowie an die dabei Gefallenen aus dem ehemaligen Amt Heepen. Darunter befand sich auch der Sohn des Denkmalstifters. Eingeweiht wurde es 1874. Auf dem Sockel befinden sich die Namen der Gefallenen und deren militärische Einheit. Das Denkmal wird gekrönt von einem Adler, der den französischen Degen niederhält.[23]

- Denkmal Spinnerin

## Verkehr

### Straßenverkehr
Der Stadtbezirk wird in Nord-Süd-Richtung von der Bundesautobahn 2 durchquert, die im Nordosten des Stadtbezirks an der Anschlussstelle Ostwestfalen-Lippe erreicht werden kann. Wichtige Straßen, die die Orte des Stadtbezirks mit der Bielefelder Innenstadt verbinden, sind die Herforder Straße (B 61), die Eckendorfer Straße, die Heeper Straße und die Oldentruper Straße.

### Schienen- und Busverkehr
Im Ortsteil Brake befindet sich ein Bahnhof an der Hauptstrecke Hamm–Minden. Er wird von den Regionalbahnen RB 61 Wiehengebirgsbahn Bielefeld–Bünde–Osnabrück–Hengelo und RB 71 Ravensberger Bahn Bielefeld–Bünde–Rahden bedient. Ein weiterer Haltepunkt Oldentrup liegt im Südwesten des Stadtbezirks an der Bahnstrecke Bielefeld–Hameln, auf der die RB 73 „Der Lipperländer“ Bielefeld–Lage (Lippe)–Lemgo verkehrt. Durchgeführt wird der Schienenpersonennahverkehr (SPNV) für die RB 62 von der Westfalenbahn sowie für die RB 71 und 73 als durchgehende Linie von der Eurobahn.
Im Ortsteil Milse befand sich die Endhaltestelle der Linie 2 der Bielefelder Stadtbahn Am 6. Dezember 2015 wurde diese in den Ortsteil Altenhagen verlängert. Die Ortsteile Brake, Milse, Altenhagen und Heepen sind durch Buslinien miteinander verbunden. Das Ortszentrum von Heepen verfügt über mehrere direkte Buslinien, die im dichten Takt ins Zentrum von Bielefeld fahren. Regionalbuslinien verbinden Heepen mit Leopoldshöhe und Bad Salzuflen.
Für den gesamten öffentlichen Personennahverkehr (ÖPNV) gilt der Verbundtarif Westfalentarif im Teilnetz TeutoOWL der OWL Verkehr GmbH.